# 튜링상

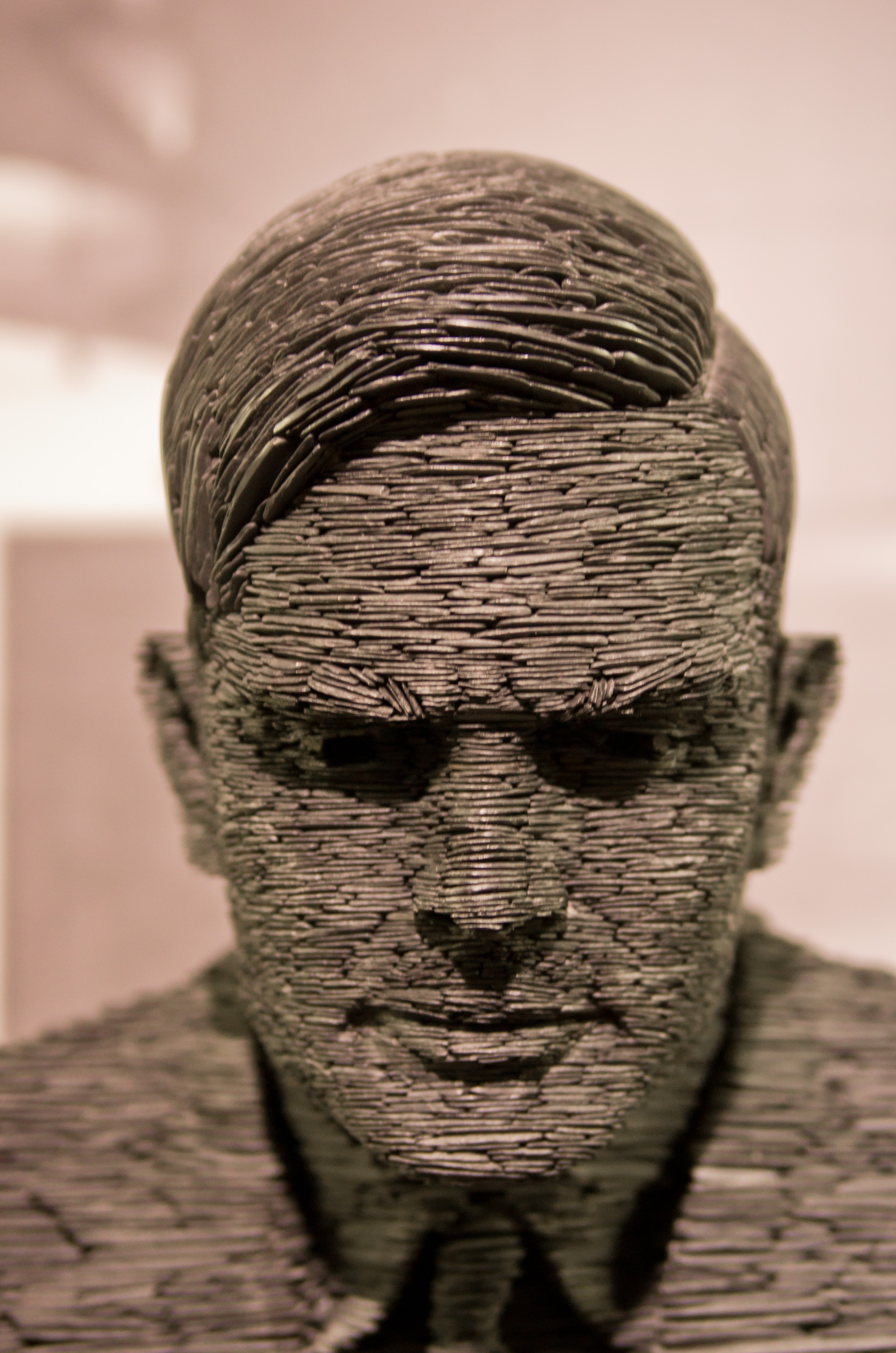
앨런 튜링 동상

튜링상(영어: Turing Award, 튜링 어워드)은 ACM(계산기 학회)에서 컴퓨터과학 분야에 업적을 남긴 사람에게 매년 시상하는 상이다. "컴퓨터과학의 노벨상"이라고도 불린다. 현대 컴퓨터과학의 아버지라 할 수 있는 앨런 튜링의 이름을 땄다. 구글이 매년 총 100만 달러의 상금을 후원하고 있다.

## 역대 수상자
- 1966년: 앨런 펄리스 (고급 프로그래밍 기법, 컴파일러 설계)
- 1967년: 모리스 윌크스 (라이브러리)
- 1968년: 리처드 해밍 (자동 코딩 시스템, 오류 검출 부호 및 오류 정정 부호)
- 1969년: 마빈 민스키 (인공지능)
- 1970년: 제임스 H. 윌킨슨 (수치 해석, 선형 대수, "후방" 오류 분석)
- 1971년: 존 매카시
- 1972년: 에츠허르 데이크스트라 (프로그래밍 언어 연구)
- 1973년: 찰스 바크만 (데이터베이스)
- 1974년: 도널드 커누스 (알고리즘 분석 및 프로그래밍 언어 개발)
- 1975년: 앨런 뉴얼 / 허버트 사이먼 (인공지능, 인지과학, 리스트 처리)
- 1976년: 미하엘 라빈 / 데이나 스콧 (비결정 기계)
- 1977년: 존 배커스 (고급 프로그래밍 시스템, 프로그래밍 언어 명세의 형식적 절차)
- 1978년: 로버트 플로이드 (효율적이고 신뢰할 수 있는 소프트웨어 개발을 위한 방법론)
- 1979년: 케네스 아이버슨 (프로그래밍 언어와 수학 표기법, 대화형 시스템 구현, APL의 교육적 사용, 프로그래밍 언어 이론)
- 1980년: 토니 호어 (프로그래밍 언어의 정의 및 디자인)
- 1981년: 에드거 F. 커드 (데이터베이스 관리 시스템, 특히 관계형 데이터베이스)
- 1982년: 스티븐 쿡 (계산 복잡도)
- 1983년: 켄 톰프슨 / 데니스 리치 (범용 운영 체제 이론, 유닉스 운영 체제 개발)
- 1984년: 니클라우스 비르트 (컴퓨터 언어 개발)
- 1985년: 리처드 카프 (알고리즘 이론, 특히 NP-완전성에 대한 연구)
- 1986년: 존 홉크로프트 / 로버트 타잔 (알고리즘 및 자료구조의 디자인 및 분석)
- 1987년: 존 코크 (컴파일러 이론, 대형 시스템 구조 연구, RISC 개발)
- 1988년: 아이번 서덜랜드 (컴퓨터 그래픽스)
- 1989년: 윌리엄 카한 (수치 해석)
- 1990년: 페르난도 J. 코바토 (CTSS, 멀틱스)
- 1991년: 로빈 밀너 (LCF, ML, CCS)
- 1992년: 버틀러 램슨 (분산 컴퓨팅 환경)
- 1993년: 유리스 하르트마니스 / 리처드 스턴스 (계산 복잡도 이론)
- 1994년: 에드워드 파이겐바움 / 라즈 래디 (대용량 인공 지능 시스템)
- 1995년: 매뉴얼 블럼 (계산 복잡도 이론 연구 및 이의 암호학과 프로그램 검사에 응용)
- 1996년: 아미르 프누엘리 (temporal logic, 프로그램 및 시스템 검증)
- 1997년: 더글러스 엥겔바트 (대화형 컴퓨팅)
- 1998년: 짐 그레이 (데이터베이스 및 트랜잭션 처리)
- 1999년: 프레더릭 브룩스 (컴퓨터 구조, 운영 체제, 소프트웨어 공학)
- 2000년: 앤드루 야오 (계산이론, 유사 난수 생성기, 암호학 등)
- 2001년: 올렌-요한 달 / 크리스텐 니가드 (객체 지향 프로그래밍)
- 2002년: 로널드 라이베스트 / 아디 샤미르 / 레오나르드 아델만 (공개키 암호 시스템)
- 2003년: 앨런 케이 (객체 지향 프로그래밍)
- 2004년: 빈트 서프 / 로버트 칸 (인터넷의 기본 통신 프로토콜인 TCP/IP의 설계 및 구현을 포함하여 인터네트워킹에 대한 선구적인 업적)
- 2005년: 페테르 나우르 (프로그래밍언어와 알골 60 정의, 컴파일러 설계)
- 2006년: 프랜시스 앨런 (고성능 컴퓨팅)  - 최초의 여성 수상자
- 2007년: 에드먼드 M. 클라크 / E. 앨런 에머슨 / 조세프 시파키스 (모델 체킹)
- 2008년: 바바라 리스코프 (데이터 추상화, 분산 컴퓨팅, 고장허용범위)
- 2009년: 찰스 P. 태커 (퍼스널 컴퓨터, 컴퓨터 네트워크)
- 2010년: 레슬리 밸리언트 (기계 학습)
- 2011년: 유디 펄 (인공지능, 확률적 알고리즘과 원인 추론)
- 2012년: 샤피 골드바서 / 실비오 미칼리
- 2013년: 레슬리 램포트
- 2014년: 마이클 스톤브레이커
- 2015년: 휫필드 디피 / 마틴 헬만
- 2016년: 팀 버너스리 (월드 와이드 웹)
- 2017년: 존 헤네시 / 데이비드 패터슨 (RISC)
- 2018년: 요슈아 벤지오 / 제프리 힌턴 / 얀 르쿤 (심층 학습)
- 2019년: 에드윈 캐트멀 / 팻 핸러핸 (3차원 컴퓨터 그래픽스)
- 2020년: 앨프리드 에이호 / 제프리 울만 (컴파일러)
- 2021년: 잭 동가라 (고성능 컴퓨팅)
- 2022년: 로버트 메칼프 (이더넷)
- 2023년: 에이비 위그더슨 (계산 복잡도 이론, 무작위 알고리즘)
- 2024년: 리처드 서튼, 앤드류 바르토 (강화학습)

## 같이 보기
- 필즈상
- ACM